# 梅之焕
梅之焕（1575年—1641年），字彬甫，又字松文，號長公，别号信天居士。湖广黄州府麻城县人。明朝政治人物。萬曆甲辰進士，崇禎初官至甘肅巡撫。

## 生平
梅之焕為侍郎梅国桢的从子。十四歲为诸生。好讀書，善骑射，能诗能文。万历三十二年（1604年）成进士，选为庶吉士。后任吏科给事中，曾參劾东厂太监李浚欺民，又批沈一贯结党。出為廣東副使，擒誅豪民沉殺烈女者，民歎服其神。又扼守海道，降服海寇袁進。改視山東學政。天啟元年（1621年）以通政參議召遷太常寺少卿，擢都察院右僉都御史，巡撫南贛。丁內、外艱，家居。
崇禎帝即位，起故官，巡撫甘肅。退休後仍能主持正義，“势豪虽側目视公，亦不能不为絀服也。”，抗擊流寇，“每年贼凡数至，终不敢近城堡，每次活人以万计。”晚年值清兵入塞，营建蕲黄四十八寨以抗。崇祯十四年（1641年）八月十二日，病逝。《明史》有傳。2014年9月，梅之煥的雕像在麻城市鼓樓街七裡崗小學落成揭幕。

## 著作
曾前往采石矶凭吊李白，有《题李太白墓》詩：“采石江边一堆土，李白之名高千古。来来往往一首诗，鲁班门前弄大斧。”